# ولکانو های
ولکانو های (انگلیسی: Volcano High؛‏ کره‌ای: 화산고) فیلم محصول سال ۲۰۲۱ کره جنوبی در ژانر کمدی اکشن و هنرهای رزمی است. داستان فیلم دربارهٔ یک دانش آموز مشکل‌ساز به نام کیم کیونگ سو (با بازی جانگ هیوک) است که به آخرین مدرسه‌ای که او را می‌پذیرد، یعنی ولکانو های، منتقل می‌شود. این مدرسه جایی است که دانش آموزان آن مهارت‌های فوق‌العاده‌ای در هنرهای رزمی دارند و برخی از آنها حتی توانایی‌های روانی مرموزی از خود نشان می‌دهند. کیونگ سو وارد درگیری‌های میان کلاب‌های مختلف می‌شود، با دست‌نوشته‌ای روبرو می‌شود که گفته می‌شود قدرت زیادی دارد و با گروهی از معلمان مواجه می‌شود که هر کاری می‌کنند تا دانش آموزان را سر جای خود نگه دارند. این فیلم در سال ۲۰۰۱، نهمین فیلم پرفروش کره‌ای بود و تعداد ۱٬۶۸۷٬۸۰۰ بلیت فروخت. این فیلم هم نسخه اصلی داخلی و هم نسخه ویرایش‌شده بین‌المللی داشت.

## بازیگران
- جانگ هیوک در نقش کیم کیونگ سو
- شین مین آ در نقش یو چه یی
- هو جون هو در نقش آقای ما
- بیون هی بونگ در نقش ناظم جانگ هاک سا
- کیم سو رو در نقش جانگ ریانگ
- کوان سانگ وو در نقش سونگ هاک ریم
- گونگ هیو جین در نقش سو یو سون
- کیم هیونگ جونگ در نقش شیم‌ما
- جونگ سانگ هون در نقش گل‌بانگ‌یی/وو پینگ